# Фиппс, Джеймс
Джеймс Фиппс (англ. James Phipps; 1788, Беркли, Великобритания — 25 апреля 1853) — подопытный мальчик учёного Эдварда Дженнера.

## Биография
Джеймс Фиппс родился в 1788 году в приходе Беркли в Глостершире в семье бедного безземельного крестьянина, работавшего садовником в доме Дженнера. Он был крещен в приходской церкви Святой Марии в Беркли, когда ему было 4 года. 
14 мая 1796 года он был выбран Дженнером, который взял «здорового мальчика, около восьми лет, для того, чтобы сделать прививку коровьей оспы». Дженнер взял немного жидкости из пузырьков коровьей оспы на руке доярки по имени Сара Нельмес (в неопубликованной рукописи Дженнер упоминает ее как Люси Нельмес) и привил Фиппса, сделав два небольших надреза на коже руки мальчика.
Дженнер писал: На седьмой день он пожаловался на дискомфорт в подмышечной впадине, а на девятый его немного знобило, он потерял аппетит и у него слегка болела голова. В течение всего этого дня он чувствовал себя не очень хорошо, ночь провёл беспокойно, но уже на следующий день он был совершенно здоров. Примерно через шесть недель Дженнер привил мальчику натуральную оспу, которая не оказала никакого эффекта, и пришел к выводу, что теперь у Фиппса выработался иммунитет от оспы.
В дальнейшем, Дженнер продолжал использовать Фиппса для демонстрации эффективности вакцины, в сумме привив ему натуральную оспу более двадцати раз, однако ни в одном случае прививка не привела к болезни. 
В благодарность за помощь, Дженнер предоставил Фиппсу, который к тому времени уже вырос и женился, кирпичный коттедж в Беркли, на своей земле, в пожизненную бесплатную аренду. Фиппс присутствовал на похоронах Дженнера 3 февраля 1823 года. Он прожил  для крестьянина своего времени долгую жизнь и скончался в 1853 году, в возрасте 65 лет. 
В коттедже, где он жил с 1968 по 1982 год размещался частный Музей Эдварда Дженнера. Сегодня о прошлом коттеджа напоминает мемориальная доска.